# Mandibula (gewervelden)
De onderkaak of mandibula is in het algemeen een beweegbaar lichaamsdeel aan de onderzijde van de kop van verschillende diergroepen, bedoeld om voedsel te grijpen. Het is een onderdeel van de kaak. Bij gewervelden wordt met mandibula in het bijzonder het bot of de botten in de onderkaak aangeduid, vaak de grootste en sterkste in de kop. De onderkaak kan bij de gewervelden ten opzichte van de schedel worden bewogen, de schedel in engere zin, en houdt vaak een onderste rij tanden op hun plaats.
Bij mensen bestaat de onderkaak uit een gebogen, horizontaal gedeelte en twee loodrechte gedeelten. Frontaal onderaan tegen het rechte deel bevindt zich de kin. De onderkaak vormt bij mensen een gewricht met het slaapbeen, het kaakgewricht. Het achterste loodrechte gedeelte draait in het slaapbeen. Het uiteinde van dit stuk van de onderkaak is rondvormig en wordt het caput mandibulae genoemd. Deze kop van het kaakgewricht draait en glijdt in het deel van het slaapbeen, dat de fossa mandibularis wordt genoemd. Tussen deze kop en kom in dit gewricht zit een gewrichtsschijf.
De gewervelden hadden oorspronkelijk geen kaken. Toen die uit kieuwbogen evolueerden ontstond meestal een situatie waarin er links en rechts een aparte onderkaak aanwezig was. Dit geldt nog steeds voor de meeste vissen, amfibieën en reptielen. Bij verschillende groepen hebben deze gepaarde onderkaken vooraan een gezamenlijke vergroeiing, een verbeende symphysis mandibulae, zodat er functioneel een enkel element ontstaat, de mandibula. Dit geldt onder andere voor de vogels en zoogdieren. Bij zoogdieren bestaan de onderkaken uit twee vergroeide botten, de dentaria. Bij andere groepen gewervelden bestaan de onderkaken meestal uit meer botten per zijde.
Temporomandibulaire disfunctie betekent het disfunctioneren van de kaak.
voorhoofdsbeen · wandbeen · slaapbeen · achterhoofdsbeen · wiggenbeen · zeefbeen

jukbeen · bovenkaakbeen · neusbeen · onderkaak · verhemeltebeen · traanbeen · ploegschaarbeen · onderste neusschelp

hamer · aambeeld · stijgbeugel